# Jakob Degen (Neuscholastiker)

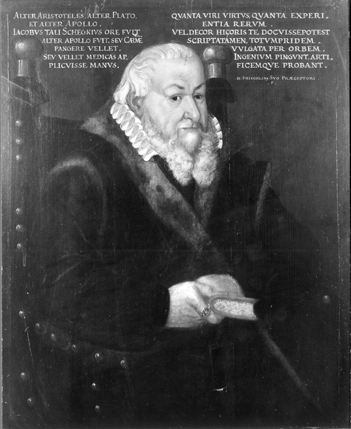
Jakob Degen, sein Bildnis ist das früheste Gemälde aus dem Bestand der Tübinger Professorengalerie

Jakob Degen, auch Jakob Schegk, Johann Jacob Brucker Schegk oder Jakob Scheckius (* 6. Juni 1511 in Schorndorf; † 9. Mai 1587 in Tübingen), war ein deutscher Jurist, Mediziner, Philosoph und neben Clemens Timpler einer der bedeutendsten Vertreter der protestantischen Neuscholastik.

## Leben
Nach seiner Immatrikulation 1528 in Tübingen wurde er 1529 Magister der Philosophie, 1539 Doktor der Medizin. 1540 heiratete Degen Corona Vogler und 1543 wurde er Medizinprofessor. Obwohl er nicht zum Philosophieprofessor avancierte, hielt er jedoch in Medizin und Philosophie Vorlesungen ab. Trotz seiner Erblindung im Jahre 1577 lehrte er weiter. Seine beiden Söhne starben früh (David Schegk 1576, Jakob Bernhard Schegk 1581).
Er wurde wegen seiner Haltung zur Ubiquitätslehre von dem Philosophen Simon Simonius – auch Amadeus Curtius Ticinensis – durch eine Schrift von 1566 angegriffen.
Einer seiner Schüler war Nicolaus Taurellus und er war Förderer des Philosophen Hieronymus Wolf.
Sein 1578 gemaltes Porträt brachte zehn Jahre später Erhard Cellius auf die Idee, eine Universitätsbildnissammlung zu begründen, die heute Tübinger Professorengalerie genannt wird.
Der Künstler Jost Amman schuf 1581 als Holzschnitt ein Porträt von ihm.

## Werke
- De Vna Persona & duabus Naturis Christi : Sententia Iacobi Schegkij D. Medici Et Philosophi Clarissimi, Professoris Scholae Tubingensis ex fundamentis quidem Scriptur[a]e Sacrae, analysi autem Philosophica, & piè & eruditè explicata, 1565
- Iacobi Schegkii schorndorfensis Anatome responsi Simonii ad Prodromvm in quo responso defendens Simonius pristinos errores ... aliis novis erroribus accumulavit .... Tubingae : impensis Georg. Gruppenbachii, 1572
- Organi Aristotelei Pars prima eaq. analytica. Basileae: Eusebius Episcopius, 1577
- Jacobi Schegkii Tractationum physicarum et medicarum tomus unus. Francofurti : Johann Wechel, 1585.